# Полиптих (живопись)

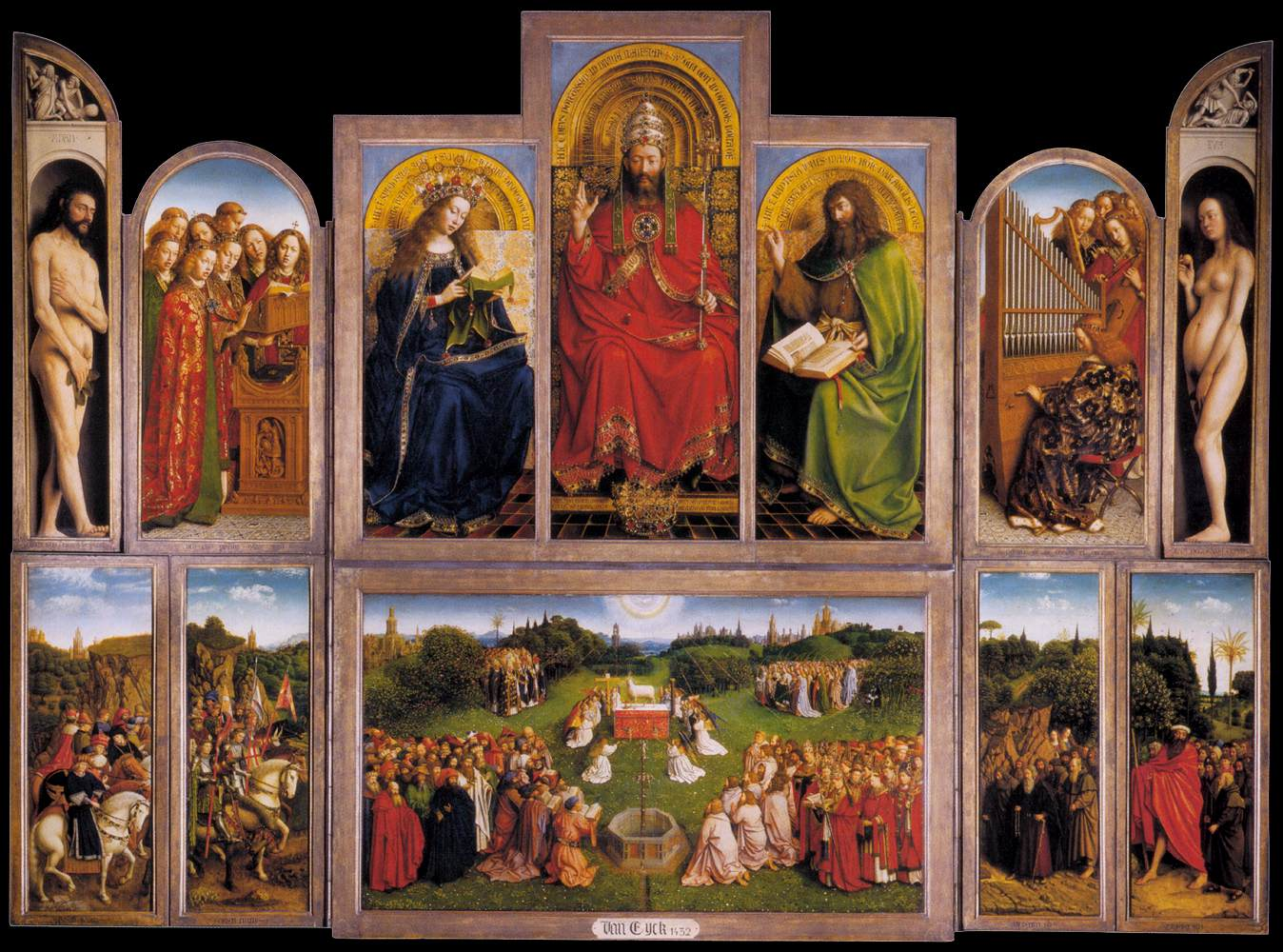
Ян ван Эйк, Гентский алтарь, 1432. Вид в открытом состоянии

Поли́птих (от др.-греч. πολύπτυχος — «состоящий из многих дощечек» ← др.-греч. πολύς — «много» + др.-греч. πτῠχή — «табличка, дощечка») — картина (обычно на деревянной основе), разделённая на секции или доски. В частности, диптих — двухсекционное произведение искусства, триптих — трёхсекционное, тетраптих или квадриптих разделён на 4 секции, пентаптих — на 5 и так далее.
Обычно на полиптихе выделяется самая крупная основная или центральная доска; остальные, прикрепляемые к ней или друг к другу, называются боковыми створками. Картины, составляющие полиптих, обычно связаны общим замыслом и единством цветового и композиционного строя. Иногда секции могут быть подвижными, что позволяет перестраивать их в ином порядке, как, например, у Гентского или Изенгеймского алтарей.
Большинство известных полиптихов было создано художниками позднего Средневековья и эпохи Возрождения в качестве алтарных картин для церквей и соборов. Также полиптихи в стиле укиё-э были популярны у японских гравёров в период Эдо. Полиптихами называют и некоторые средневековые рукописи, например каролингские, колонки текста в которых обрамлены рамками, напоминающими картинные.